# Gabriel Constantino
Gabriel Constantino, född 9 februari 1995, är en friidrottare från Brasilien. Han deltog vid olympiska sommarspelen 2020.